# Laura Mononen
Laura Mononen (* 5. Oktober 1984 in Lohja, gebürtig Laura Ahervo) ist eine ehemalige finnische Skilangläuferin.

## Werdegang
Mononen nahm von 2004 bis 2021 an Wettbewerben der Fédération Internationale de Ski teil. Von 2008 bis 2014 trat sie vorwiegend beim Scandinavian Cup an. Dabei belegte sie in der Saison 2010/11 den vierten Rang in der Gesamtwertung. Ihr erstes Weltcuprennen lief sie im März 2009 in Lahti, welches sie mit dem 56. Platz über 10 km Freistil abschloss. Ihre ersten Weltcuppunkte holte sie in der Saison 2011/12 bei der Nordic Opening in Kuusamo. Bei der Tour de Ski 2011/12 erreichte sie den 20. Platz in der Gesamtwertung. Die Saison beendete sie auf dem 45. Rang in der Weltcupgesamtwertung. Bei der Tour de Ski 2012/13 kam sie auf den 30. Platz in der Gesamtwertung. Zu Beginn der Saison 2014/15 belegte sie den 19. Platz bei der Nordic Opening in Lillehammer. Bei den nordischen Skiweltmeisterschaften 2015 in Falun errang sie den 34. Platz über 10 km Freistil. Nach Platz 22 bei der Nordic Opening in Ruka zu Beginn der Saison 2015/16, wurde sie in Lillehammer Zweite mit der Staffel. Bei der Tour de Ski 2016 kam sie mit vier Top-Zehn-Platzierungen auf den neunten Rang in der Gesamtwertung. Die Saison beendete sie auf dem 15. Platz im Gesamtweltcup und dem 11. Rang im Distanzweltcup. In der Saison 2016/17 belegte sie den neunten Platz bei der Weltcup-Minitour in Lillehammer und den 12. Rang bei der Tour de Ski 2016/17. Im Dezember 2016 errang sie beim Weltcup in La Clusaz den zweiten Platz mit der Staffel. Anfang Februar 2017 wurde sie bei den finnischen Meisterschaften in Keuruu Dritte im Sprint und Zweite über 10 km klassisch. Beim Saisonhöhepunkt den nordischen Skiweltmeisterschaften 2017 in Lahti holt sie die Bronzemedaille mit der Staffel. Zudem belegte sie den 18. Platz im 30-km-Massenstartrennen, den 14. Rang über 10 km klassisch und den 13. Platz im Skiathlon. Zum Saisonende kam sie beim Weltcup-Finale in Québec auf den 18. Platz und erreichte den zehnten Platz im Gesamtweltcup und den neunten Rang im Distanzweltcup. Bei den Olympischen Winterspielen 2018 in Pyeongchang lief sie auf den 23. Platz über 10 km Freistil und auf den 19. Rang im Skiathlon.
In der Saison 2018/19 belegte Mononen den 30. Platz beim Lillehammer Triple, den 11. Rang bei der Tour de Ski 2018/19 und den 32. Platz beim Weltcupfinale in Québec. Zudem errang sie in Ulricehamn den dritten Platz mit der Staffel. Dabei erreichte sie bei der Abschlussetappe der Tour de Ski mit dem fünften Platz ihr bestes Ergebnis im Weltcupeinzel. Ihre besten Platzierungen bei den nordischen Skiweltmeisterschaften 2019 in Seefeld in Tirol waren der 12. Platz im Skiathlon und der sechste Rang mit der Staffel. Die Saison beendete sie auf dem 31. Platz im Gesamtweltcup und auf dem 24. Rang im Distanzweltcup. In der folgenden Saison errang sie mit dem 34. Platz beim Ruka Triple und dem 18. Rang bei der Skitour, den 37. Platz im Gesamtweltcup. Zudem wurde sie in Lahti Zweite mit der Staffel. Nach Platz 25 beim Ruka Triple zu Beginn der Saison 2020/21, wurde sie in Lahti Dritte mit der Staffel und belegte bei den nordischen Skiweltmeisterschaften 2021 in Oberstdorf den 24. Platz über 10 km Freistil, den 20. Rang im Skiathlon und den 16. Platz im 30-km-Massenstartrennen.
Im Mai 2021 wurde ihr Karriereende bekanntgegeben.

## Teilnahmen an Weltmeisterschaften und Olympischen Winterspielen

### Olympische Spiele
- 2018 Pyeongchang: 19. Platz 15 km Skiathlon, 23. Platz 10 km Freistil

### Nordische Skiweltmeisterschaften
- 2015 Falun: 34. Platz 10 km Freistil
- 2017 Lahti: 3. Platz Staffel, 13. Platz 15 km Skiathlon, 14. Platz 10 km klassisch, 18. Platz 30 km Freistil Massenstart
- 2019 Seefeld in Tirol: 6. Platz Staffel, 12. Platz 15 km Skiathlon, 14. Platz 10 km klassisch, 18. Platz 30 km Freistil Massenstart, 54. Platz Sprint Freistil
- 2021 Oberstdorf: 16. Platz 30 km klassisch Massenstart, 20. Platz 15 km Skiathlon, 24. Platz 10 km Freistil

## Platzierungen im Weltcup

### Weltcup-Statistik
Die Tabelle zeigt die erreichten Platzierungen im Einzelnen.
- 1.–3. Platz: Anzahl der Podiumsplatzierungen
- Top 10: Anzahl der Platzierungen unter den ersten zehn
- Punkteränge: Anzahl der Platzierungen innerhalb der Punkteränge
- Starts: Anzahl gelaufener Rennen in der jeweiligen Disziplin
- Hinweis: Bei den Distanzrennen erfolgt die Einordnung gemäß FIS.

| Platzierung         | Distanzrennen a | Distanzrennen a | Distanzrennen a | Distanzrennen a | Distanzrennen a | Skiathlon Verfolgung | Sprint | Etappen- rennen b | Gesamt | Team c | Team c  |
| Platzierung         | ≤ 5 km          | ≤ 10 km         | ≤ 15 km         | ≤ 30 km         | > 30 km         | Skiathlon Verfolgung | Sprint | Etappen- rennen b | Gesamt | Sprint | Staffel |
| ------------------- | --------------- | --------------- | --------------- | --------------- | --------------- | -------------------- | ------ | ----------------- | ------ | ------ | ------- |
| 1. Platz            |                 |                 |                 |                 |                 |                      |        |                   |        |        |         |
| 2. Platz            |                 |                 |                 |                 |                 |                      |        |                   |        |        | 3       |
| 3. Platz            |                 |                 |                 |                 |                 |                      |        |                   |        |        | 2       |
| Top 10              | 2               | 6               | 2               | 2               |                 | 6                    | 3      | 2                 | 23     |        | 8       |
| Punkteränge         | 10              | 40              | 5               | 7               | 1               | 35                   | 16     | 16                | 130    |        | 9       |
| Starts              | 20              | 55              | 6               | 7               | 1               | 45                   | 53     | 21                | 208    |        | 9       |
| Stand: Karriereende |                 |                 |                 |                 |                 |                      |        |                   |        |        |         |

### Weltcup-Gesamtplatzierungen
| Saison  | Gesamt | Gesamt | Distanz | Distanz | Sprint | Sprint |
| Saison  | Punkte | Platz  | Punkte  | Platz   | Punkte | Platz  |
| ------- | ------ | ------ | ------- | ------- | ------ | ------ |
| 2011/12 | 151    | 45.    | 93      | 32.     | 6      | 67.    |
| 2012/13 | 29     | 84.    | 25      | 58.     | -      | -      |
| 2013/14 | 9      | 104.   | 9       | 75.     | -      | -      |
| 2014/15 | 176    | 36.    | 137     | 27.     | 15     | 56.    |
| 2015/16 | 671    | 15.    | 426     | 11.     | 39     | 39.    |
| 2016/17 | 605    | 10.    | 383     | 9.      | 50     | 34.    |
| 2017/18 | 191    | 35.    | 142     | 21.     | 9      | 64.    |
| 2018/19 | 249    | 31.    | 143     | 24.     | 8      | 69.    |
| 2019/20 | 172    | 37.    | 99      | 29.     | 34     | 42.    |
| 2020/21 | 83     | 50.    | 71      | 37.     | -      | -      |